# Uwe Schwiegelshohn
Uwe Schwiegelshohn (* 7. September 1958 in Aachen) ist ein deutscher Elektroingenieur.

## Leben
Er erwarb 1984 das Diplom in Elektrotechnik an der TU München. Nach der Promotion 1988 zum Dr.-Ing. an der TU München ist er seit 1994 Professor für Elektrotechnik an der Technische Universität Dortmund.
Sein besonderes Interesse gilt verschiedenen Arten von Scheduling-Problemen mit einem Schwerpunkt auf Online-Approximationsalgorithmen für Job-Scheduling-Probleme. Darüber hinaus befasst er sich mit Fragen des Ressourcenmanagements und der Zeitplanung im Grid-Computing und der Nachhaltigkeit in großen Computational Grids.

## Schriften (Auswahl)
- Zur Reduktion der Zeitkomplexität von Algorithmen für den Entwurf integrierter Schaltungen. 1988, OCLC 841418911.
- mit Carsten Franke und Joachim Lepping: On advantages of scheduling using genetic fuzzy systems. Dortmund 2006.